# Braunschweiger Poststempel
Briefmarken und Poststempel aus Braunschweig sind ein eigenständiger Bereich Altdeutschlands innerhalb der Philatelie.
Die erste Braunschweiger Briefmarke erschien am 1. Januar 1852; die Ausgabe eigener Briefmarken wurde ab dem 31. Dezember 1867 eingestellt.
Poststempel gab es schon früher; in diesem Beitrag geht es um historische Poststempel der Stadt Braunschweig sowie des Landes Herzogtum Braunschweig.

## Braunschweiger Poststempel

Schnörkelbrief mit Hinweis auf schleunigste Beförderung durch Estafetten

Dem Sammler des Altdeutschen Postgebiets Braunschweig sind, neben den Briefmarken, die Poststempel von besonderer Bedeutung. Es werden Aufgabestempel ebenso gesammelt wie die vielen Nebenstempel.
Aufgabestempel dienen dem Nachweis, wo der Brief aufgegeben worden ist. Trotz vieler Mahnungen an die Postbeamten, sind die Stempel nicht immer sauber abgeschlagen, sehr zum Leidwesen der Sammler. Poststempel dienen natürlich auch praktischen Zwecken. In Zeiten, als die Tarife für Postsendungen noch nach Entfernung und Gewicht berechnet wurden, dienten sie hauptsächlich zur Feststellung des Portos. Das Beförderungsentgelt wurde gewöhnlich noch vom Empfänger eingezogen. Es galt als Beleidigung, das Porto im Voraus zu zahlen; hieß es doch, der Empfänger wurde für zu arm gehalten, diese Summe aufzubringen.

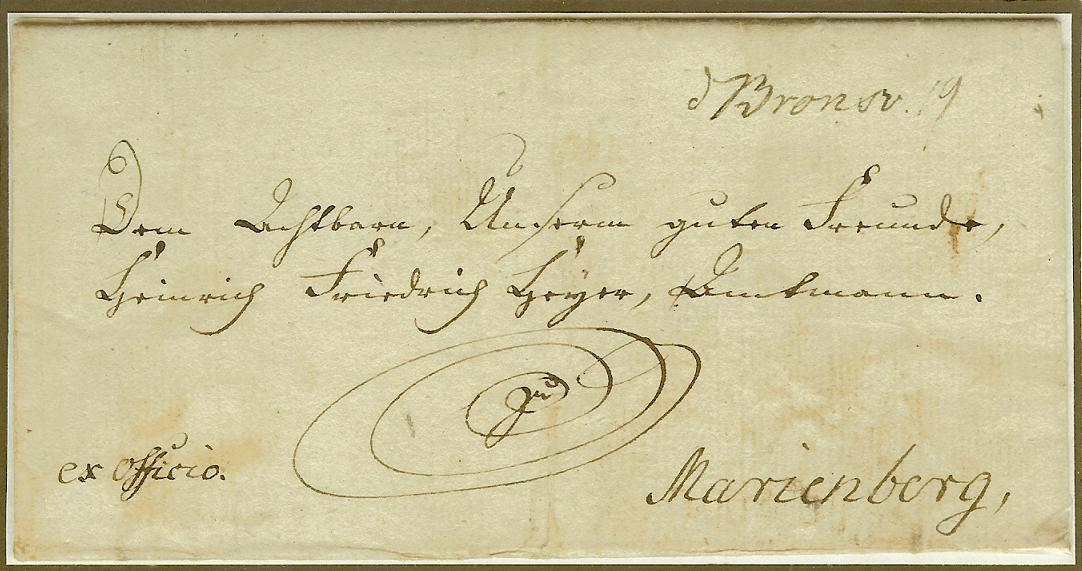
1779, handschriftliche Angabe „de Brons“ und oben rechts die Nummer aus der Postcarte

Auf Briefe aus dem 16. bis 19. Jahrhundert findet man häufig kunstvolle Schnörkeladressen, allerdings gewöhnlich ohne postalische Vermerke. Es gilt die Regel, je reicher die Schnörkel, je älter der Brief.

Einzeiler auf einem Begleitbrief zu einem Beutel mit 540 Taler Courant

Die Briefe wurden, mit ihren Besonderheiten, noch einzeln in das Briefeintragungsbuch und in die Karte eingetragen. Eine solche Karte wurde für jeden Postbeutel gefertigt, beim Wechsel in ein anderes Felleisen entkartiert und weiterbefördert. In der Weiterentwicklung übertrug man diese Vermerke auch auf die Briefadresse, in der oberen rechten Ecke. Schwere Briefe erhielten einen Gewichtsvermerk und unten links das zu zahlende Porto und/oder einen Hinweis auf die Art der Beförderung (Franco, Citisime für Eilig oder sogar „†††“ als Androhung).
In der Weiterentwicklung gab es dann auch handgeschriebene Postortsangaben, mit und ohne Datum. Auf Adressen aus der Stadt Braunschweig findet man handschriftlichen Angaben wie „de Bronsvic“ oder „de Braunschweig“. Nach Bade ist davon auszugehen, dass es sich um Briefe oder Paketadressen der Thurn und Taxisschen Post handelt. Handschriftliche Aufgabe-Angaben finden sich fast von allen Orten im Fürstentum Braunschweig.
Ab 1781 lässt sich für Braunschweig ein Einzeiler „Braunschweig“  bis nach 1840 in sehr unterschiedlichen Formen und Schriften nachweisen.

### Königlich Westphälische Post

„Dienstbrief“ aus der westphälischen Zeit 1811

Im General-Circular (44) vom 23. September 1808, der Kgl. Westphälischen Post wird die Einführung von Stempeln verkündet. Die Postanstalten werden nach und nach vier Stempel und Siegel erhalten... Das Siegel, der ordinäre und Franco-Stempel bedürfen keiner Erklärung... Die Taxe der frankierten Briefe wird jederzeit auf der Rückseite bemerkt,... Der Stempel „Charge“ wird auf die beschwerten oder rekommandierten Briefe zur Seite der Aufschrift aufgesetzt, die Taxe auf der Rückseite bemerkt und zur Seite des Stempels Charge der Franco-Stempel beigedruckt... Der Stempel „Déboursé“ (Auslagen) wird auf der Rückseite dieser an ein anderes Bureau geschickte Briefe oder Pakete gedruckt; dieselbe Verfahrensart findet auch bei den chagierten (beschwerten Briefen) statt; man bedient sich dieses Stempels, so oft Briefe oder Pakete zurückgeschickt werden.

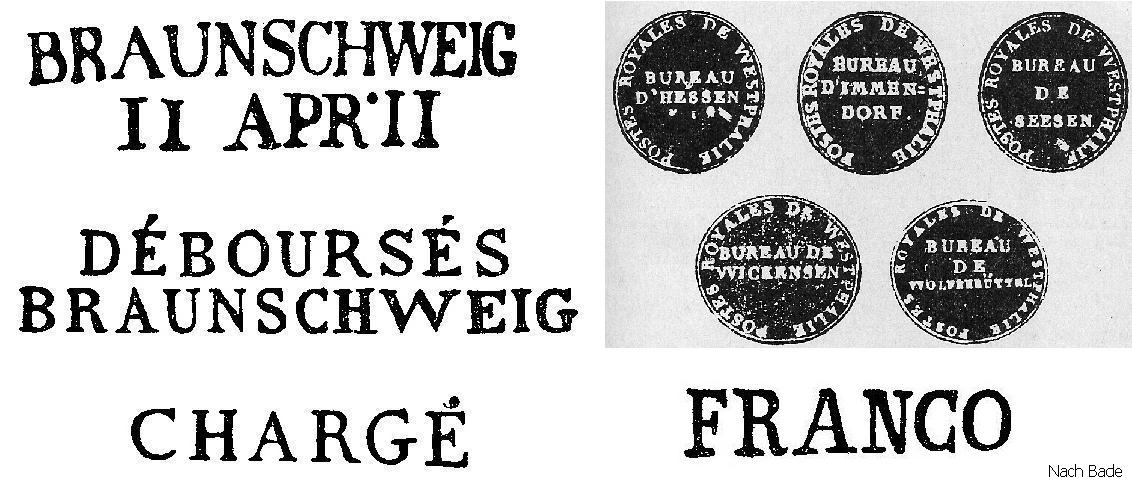
Die Stempel und Siegel der Westphälischen Post

Viele der braunschweigischen Postämter erhielten damit erstmals Poststempel, eine der vielen positiven Änderungen, die der französische Einfluss auf die Post in Deutschland hatte. Neben dem Zweizeiler „Braunschweig/Tag (in Ziffern) Monat (in Buchstaben)“ gab es einen Frankostempel, wenn das Porto vollständig bezahlt war. Einen „Déboursés“ (Auslagen) Stempel für die Berechnung des Portos bei fehlgeleiteten Sendungen oder der Porto-Auslagen (das bis dahin aufgelaufene Porto, etwa das aus dem Ausland, ab Grenze usw.), und einen „Charge“-Stempel für mit Geld beschwerte (Geldsendungen) oder eingeschriebenen Sendungen. Es müssen mehrere Stempel angeschafft worden sein, jedenfalls gibt es unterschiedliche Abschläge. Diese Stempelform ist teilweise bis 1852 nachgewiesen.

Zweizeiler „Braunschweig“ und Portofreiheitsvermerk

Weitere Postanstalten im Gebiet des, nun besetzten, Fürstentums Braunschweig bestanden in Ammensen/Mühlenbeck, Bahrdorf, Bevern, Blankenburg, Calvörde, Eschershausen, Fürstenberg an der Weser, Gandersheim, Greene, Halle an der Weser, Hasselfelde, Helmstedt, Hessen am Fallstein, Holzminden, Immendorf, Königslutter, Lutter am Barenberge, Ottenstein, Schöningen, Schöppenstedt, Seesen, Stadtoldendorf, Vorsfelde, Wickensen, Wolfenbüttel und Zorge.
Im Herbst 1813 schließlich wird die Auflösung des Königreichs Westphalen eingeleitet. Am 28. Oktober 1813 rücken als Erste die alliierten Russen in Kassel ein.

### Herzoglich Braunschweigische Landespost

Das Herzogtum Braunschweig

Stempelformen der Post in der Stadt Braunschweig

Der erste Stempel der braunschweigischen Post, ein Rundstempel mit Kreis und zwei Zeilen „Braunschweig / Monat (in Buchstaben) und Tag (in Ziffern)“, ist, mit unterschiedlicher Rosette, zwischen 1819 und 1824 bekannt. Die alten Stempel wurden durch die neue Stempelform erst bei Verschleiß oder erweitertem Bedarf ausgewechselt.
Als nächste Stempelform kam ein Textbogenstempel mit einer Zeile „Braunschweig/Tag und Monat (in Ziffern)“ zwischen 1828 und 1857 zur Anwendung. Es ist wahrscheinlich, das es ein westphälischer Stempel ist. Seit 1842 wird er durch einen kleinen Ellipsenstempel mit der Angabe der Uhrzeit bei der Aufgabe ergänzt.

1841 kommt eine neue Stempelform hinzu. Der Zweikreissehnenstempel war bis zum Ende der Braunschweigischen Post im Einsatz. Zwischen 1843, möglicherweise auch schon 1842, und 1856 kam bei der Postexpedition am neuen Bahnhof ein etwas kleinerer Stempel der gleichen Form „Braunschweig E.B.H.“ zu Anwendung.
1855 wurde ein Rechteckstempel mit zwei Zeilen „Braunschweig/Datum, Sternchen und Uhrzeit (jeweils in Ziffern)“ eingeführt dessen Verwendung bis 1863 bekannt ist.
Das Vorbild dieses Stempels ist nicht bestimmbar, es könnte eine Anlehnung an die preußische Stempelform oder die Stempel der Bahnverwaltung gewesen sein.
Am 1. Januar 1852 gab das Herzogtum Braunschweig eigene Briefmarken heraus. Am 5. Dezember 1851 wurde Braunschweig Mitglied des Deutsch-Österreichischen Postvereins. Schon im nächsten Monat wurde die „mangelhafte Entwertung der Marken“ gerügt.
Im „Circular der herzoglichen Eisenbahn und Postdirektion“ vom 17. April 1856 heißt es über die Einführung eines Nummernstempels, des so genannten Rostrautenstempel: „Die Stempel haben die Form eines Quadrats mit Parallenstrichen in der Mitte durchbrochen von einem Raume, in welchem eine Ziffer sich befindet“. Für jede Postanstalt wurde eine Nummer vergeben. Das Braunschweiger Hof-Postamt erhielt die Nummer „8“ das Bahnpostamt die Nummer „9“, insgesamt waren 48 Postanstalten zu versorgen.
Die später in Braunschweig verwendeten Stempel wurden von der Reichspost eingeführt.

Rundstempel mit Kreis und zwei Zeilen
Textbogenstempel „Braunschweig“ auf Auslagenbrief
Zweikreisstempel „Braunschweig“
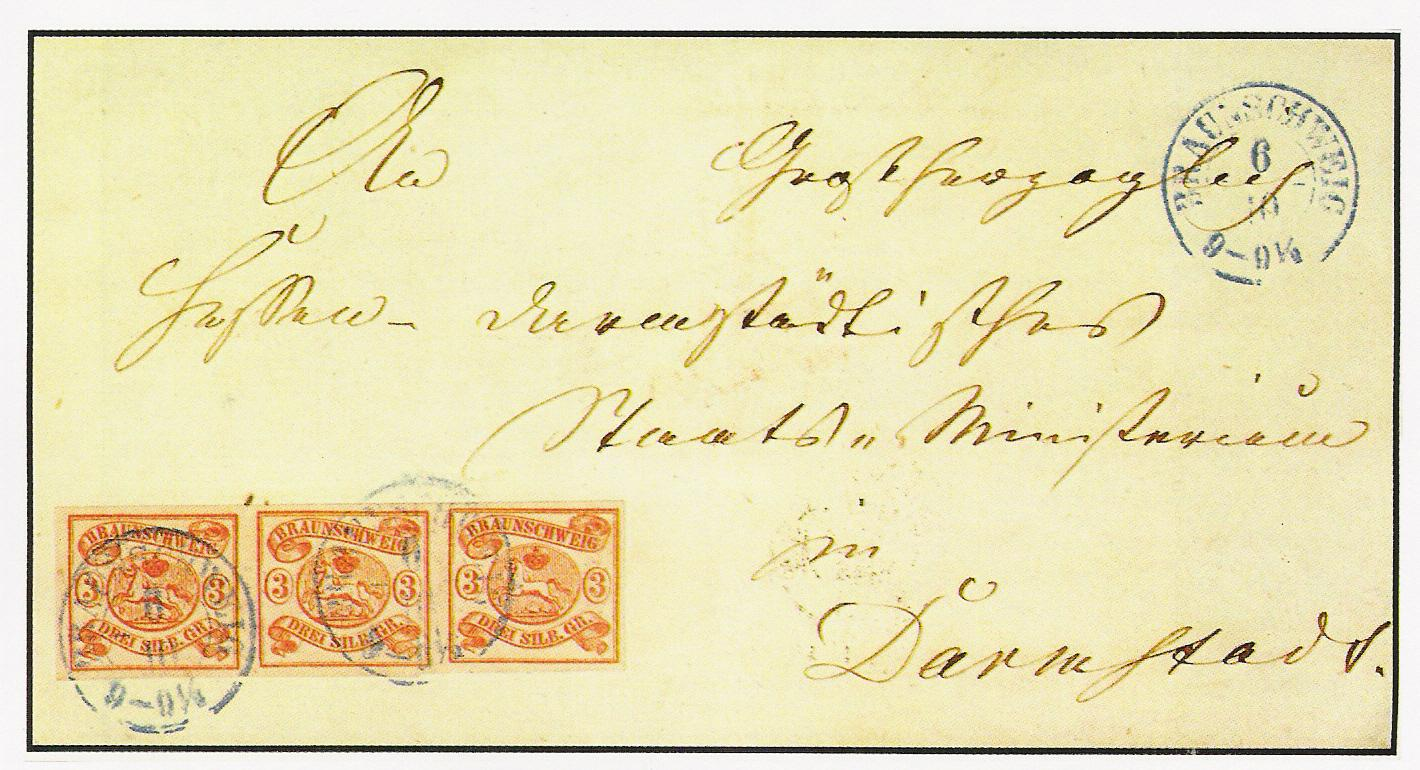
Zweikreisstempel „Braunschweig“
Rechteckstempel und Rostrautenstempel
Rostrautenstempel „8“ und Zweikreisstempel
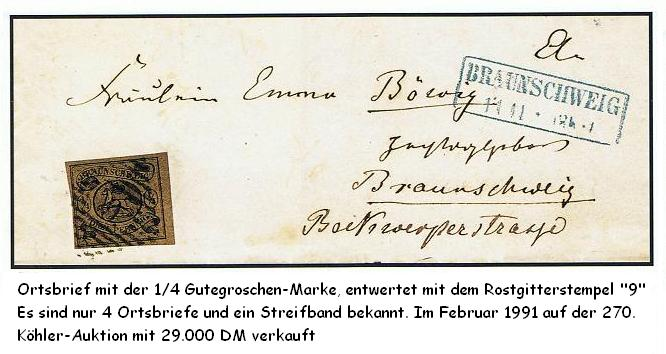
Rostrautenstempel „9“ auf einem Ortsbrief
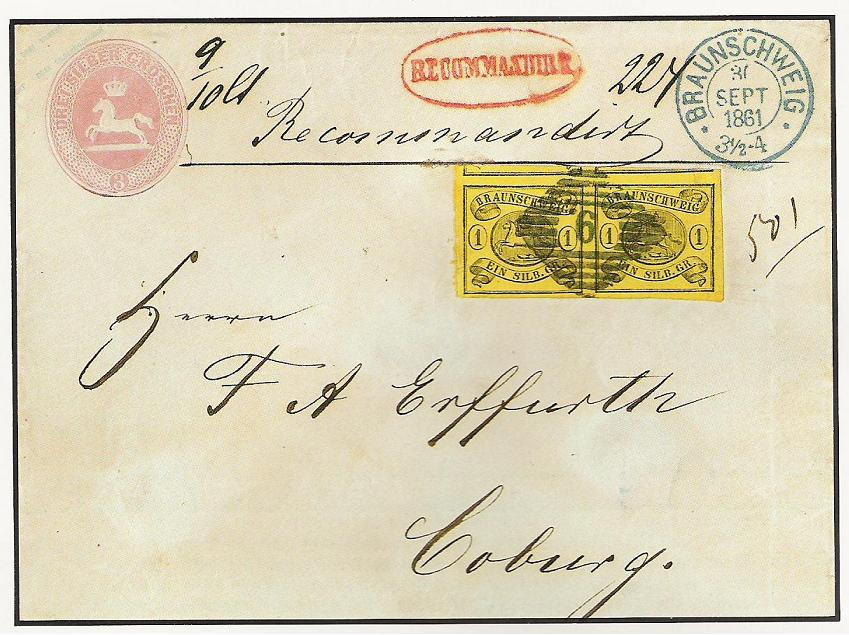
Rostrautenstempel „6“ aus Vechelde, Einschreibbrief in den Postverein, portogerecht
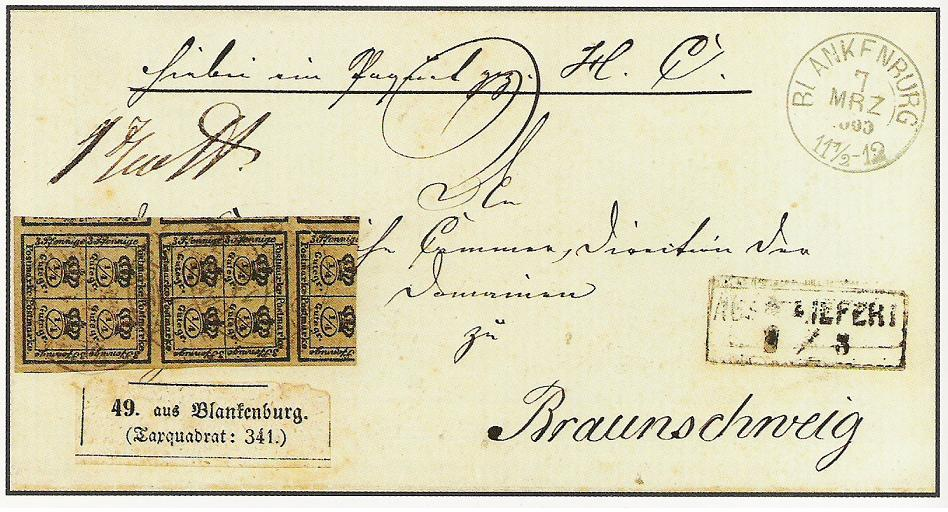
Paketbegleitbrief
Einkreisstempel Postamt 2, am Bahnhof und Rechteckstempel „Aus dem Briefkasten“
Einkreisstempel Postamt 1
Einkreisstempel „F“ Portofreistempel